# ناحیه فارمرز، شهرستان فولتن، ایلینوی
ناحیه فارمرز (به انگلیسی: Farmers Township) یک منطقهٔ مسکونی در ایالات متحده آمریکا است که در شهرستان فولتن، ایلینوی واقع شده‌است. ناحیه فارمرز ۱۹۸ متر بالاتر از سطح دریا واقع شده‌است.